# كازوهيكو إينوي
كازوهيكو إينوي (井上和彦 إينوي كازوهيكو) هو مؤدي أصوات ياباني ولد في 26 مارس 1954 في يوكوهاما, كاناغاوا.

## أدواره في الأنمي

### مسلسلات أنمي تلفزيونية
- ناروتو - كاكاشي هاتاكي
- ناروتو شيبودن - كاكاشي هاتاكي، دينكا
- بوروتو: ناروتو نكست جينيريشنز - كاكاشي هاتاكي
- روك لي وأصدقائه النينجا - كاكاشي هاتاكي
- هجوم العمالقة The Final Season - ويلي تايبر
- جرافيتيشن - إيري يوكي
- البدلة المتنقلة زيتا جاندام - جيريد ميسا
- البدلة المتنقلة جاندام إيج - الراوي، فليت أسونو (الراشد)
- فروتس باسكت - هاتوري سوما
- سبايرال - كيوتاكا نارومي
- كرونو كروسيد - آيون
- داركر ذان بلاك: المقاول الأسود - نوفمبر 11
- إكسل ساغا - غوجو شيوجي
- كيو كارا ماؤو! - غونتر
- نادي مضيفي ثانوية أوران - يوزورو سوؤو
- المحقق كونان - المفتش شيرا (الصوت الثاني)
- نسل الظلام - أوريا ميبو
- إينوياشا - ريوكوتسوسي
- كوروزوكا - إيزانا
- ناتسومي وكتاب الأصدقاء - نيانكو-سينسي
- رانما ½ - ميكادو سانزينين
- كاتيكيو هيتمان ريبورن! - غاما
- يوغي GX - دي
- جونجو رومانتيكا - يو مياغي
- روميو x جولييت - ويليام
- إيرغو بروكسي - كازكيس
- سكول رمبل - والد إيري ساواتشيكا
- فرقة الفرسان - الأمير بكينغهام
- كآبة هاروهي سوزوميا - كييتشي تامارو
- اختفاء ناغاتو يوكي-تشان - كييتشي تامارو
- فايري تايل - غيلدارتس كلايف
- غيلتي كراون - شويتشيرو كيدو
- مغامرة جوجو الغريبة - كارز
- كاراكوري كيدن هيو سنكي - سايتاني
- نوراغامي - كوراها
- نوراغامي ARAGOTO - كوراها
- الوحوش الطفيلية: ثوابت النجاة - غوتو
- كلاسروم كرايسس - كازوهيسا كيريو
- طوكيو غول - دوناتو بوربورا
- طوكيو غول A√ - دوناتو بوربورا
- أسوماتسو-سان - والد الإخوة ماتسونو
- بوكيمون - بروفسور إلم
- شينوبي نوبوناغا: إيسي و كانيغاساكي - ماتسوناغا هيساهيدي
- بلو سيد - مامورو كوساناغي
- قسم تصميم الخلق - تسوتشيا

### أنمي الإنترنت
- نينجا سلاير فروم أنيميشن - جينوسايد

### أوفا أنمي
- تيلز أوف فانتازيا ذي أنيميشن - كلارث إف ليستر
- بطولات أرسلان - داريون
- بلو سيد 2 - مامورو كوساناغي

### أفلام أنمي
- X - يوتو كيغاي
- فيلم ناروتو: صدام النينجا في أرض الثلج - كاكاشي هاتاكي
- فيلم ناروتو: ذعر الحيوان في جزيرة هلال القمر - كاكاشي هاتاكي
- ناروتو شيبودن: الفيلم - كاكاشي هاتاكي
- فيلم ناروتو شيبودن: الروابط - كاكاشي هاتاكي
- فيلم ناروتو شيبودن: إرادة النار - كاكاشي هاتاكي
- فيلم ناروتو شيبودن: سجن الدم - كاكاشي هاتاكي
- الأطفال الذين يلاحقون أصواتًا ضائعة - ريوجي موريساكي

## أدواره في ألعاب الفيديو
- تيلز أوف فانتازيا - كلارث إف ليستر
- دراكنغارد 3 - ديكادوس
- كينجدوم هارتس II - الأمير عريق
- جوجوز بيزار أدفنتشر: أول ستار باتل - كارز
- جوجوز بيزار أدفنتشر: آيز أوف هيفن - كارز
- ناروتو: كلاش أوف نينجا - كاكاشي هاتاكي
- ناروتو: ألتيميت نينجا - كاكاشي هاتاكي
- ناروتو شيبودن: كيزونا درايف - كاكاشي هاتاكي
- ناروتو: باورفل شيبودن - كاكاشي هاتاكي
- ناروتو شيبودن: ألتيميت نينجا ستورم ريفولوشن - كاكاشي هاتاكي
- ناروتو شيبودن: ألتيميت نينجا ستورم 4 - كاكاشي هاتاكي
- بروجكت X زون 2 - ريجي أريسو
- بلو سيد: ملفات كوشينادا السرية - مامورو كوساناغي

## أدواره في الدبلجة اليابانية
- لوست - جاك شيبارد
- وقت المغامرة - بارتي بات
- كاست أوي - تشاك نولاند
- ذا لاست إيربندر - أوزاي
- هانيبال - هانيبال ليكتر

## وصلات خارجية
- كازوهيكو إينوي على موقع IMDb (الإنجليزية)
- كازوهيكو إينوي على موقع ميوزك برينز (الإنجليزية)
- كازوهيكو إينوي على موقع ديسكوغز (الإنجليزية)
- كازوهيكو إينوي على موقع قاعدة بيانات الفيلم (الإنجليزية)
- كازوهيكو إينوي على موقع ANN person (الإنجليزية)